# 소련의 향수

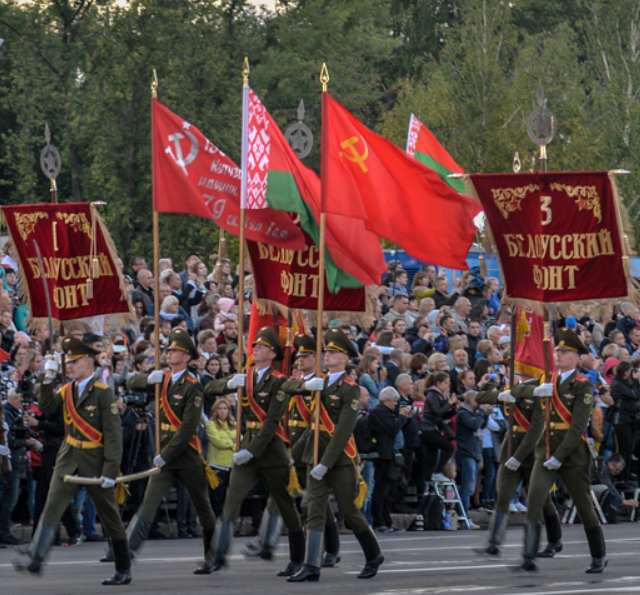
벨라루스 독립기념일 퍼레이드에서 벨라루스 국가와 소련 국기, 그리고 소련 승리 깃발을 들고 있는 벨라루스 의장대, 2019년.

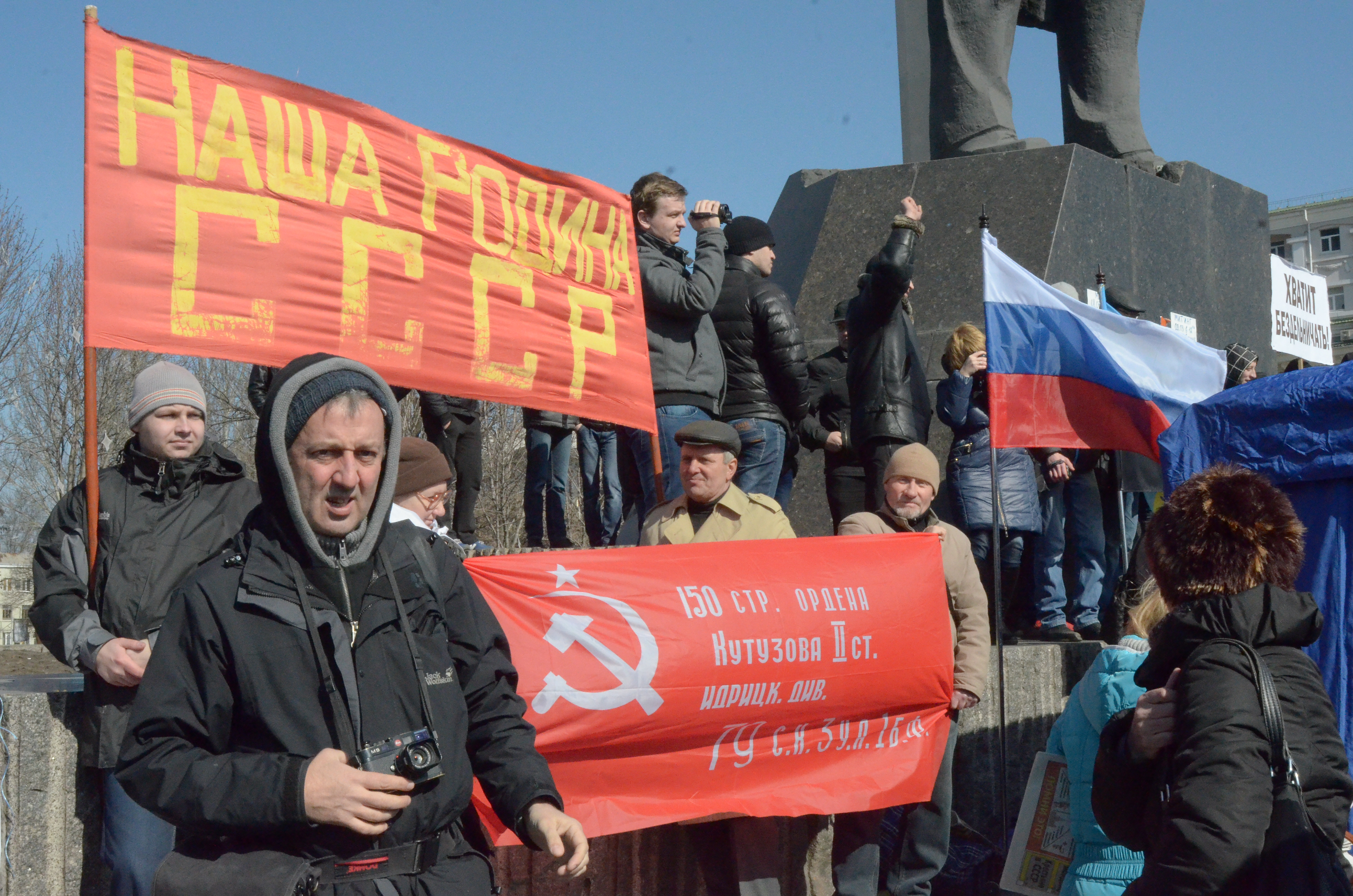
2014년 도네츠크에서 우크라이나 탈공산화 정책에 반대하는 시위. 붉은 현수막에는 "우리의 조국은 소련이다"라고 쓰여 있다.

소련에 대한 향수(러시아어: Ностальгия по СССР 노스탈기야 포 СССР[*])라는 사회 현상은 소련의 정치, 사회, 문화 및 문화재, 초강대국 지위 또는 단순히 미학에 대한 감상적인 태도를 포함할 수 있다.
소련 향수에 대한 현대 문화적 표현은 특히 우주 시대 동안 구 소련의 과학 및 기술적 성과를 강조하고, 미래 지향적인 열망으로 소련의 과거를 가치 있게 평가한다.
하버드 정치 리뷰의 분석에 따르면 소련 향수에 대한 사회학적 설명은 "소련의 세계적 초강대국 지위에 대한 회상"부터 많은 구소련 국가에서 소련 해체와 함께 발생한 "재정적, 정치적, 사회적 안정 상실"까지 다양하다.

## 사회학 및 경제학

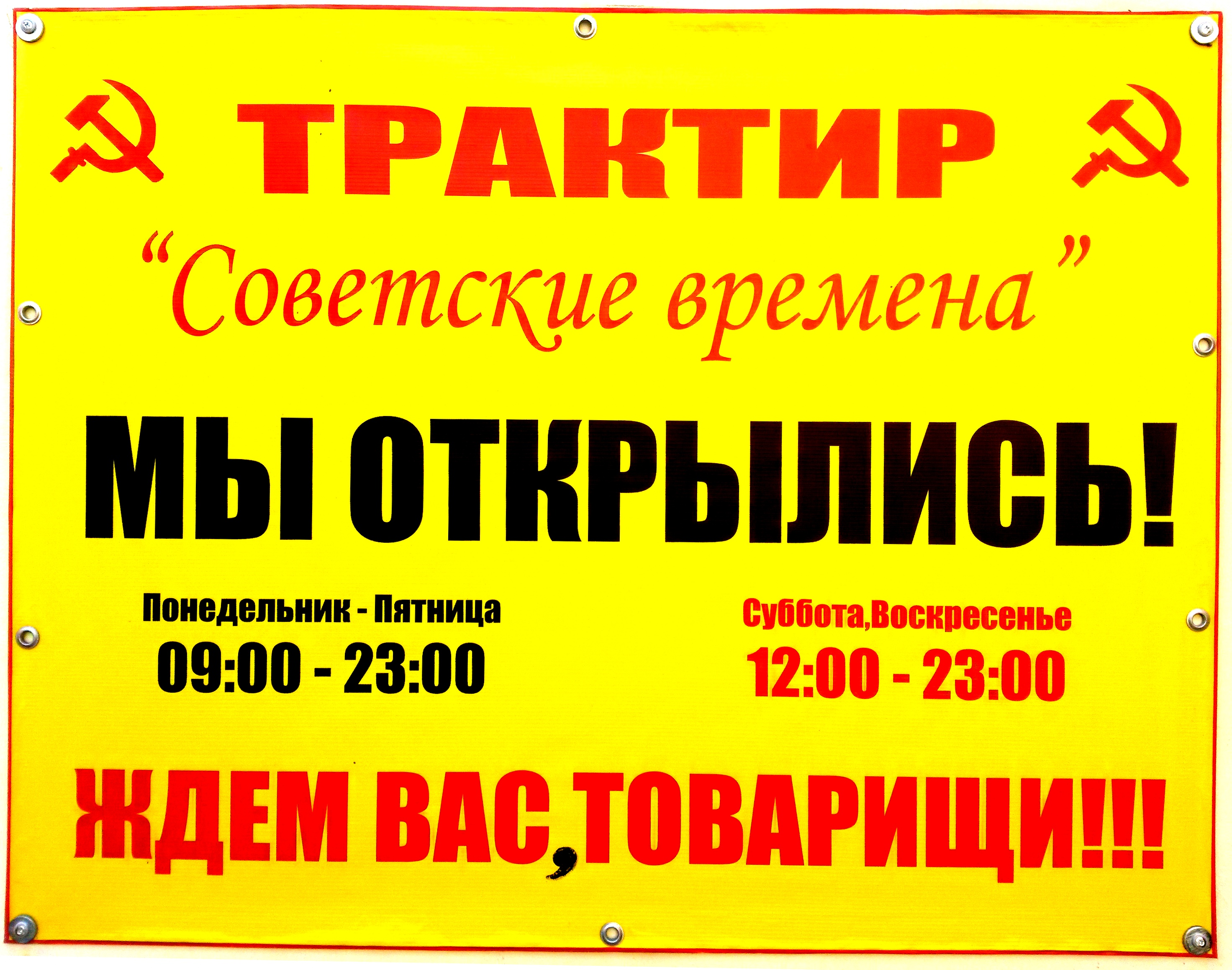
모스크바의 "소비에트 타임스" 술집 벽 광고

레바다 센터의 여론조사에 따르면, 소련 향수의 주요 원인은 재정적 안정성 인식 등 소련 공화국 간의 공유 경제 연합의 이점이다. 이는 2016년 응답자의 최대 53%가 언급했다. 최소 43%는 소련의 세계 정치 초강대국 지위 상실을 한탄했다. 약 31%는 사회적 신뢰와 자본의 상실을 언급했다. 나머지 응답자들은 실제 여행의 어려움에서 국가 이주의 느낌에 이르는 다양한 이유를 언급했다. 2019년 여론조사에 따르면 러시아인의 59%는 소련 정부가 "보통 사람들을 돌봤다"고 느꼈다. 2020년 레바다 센터 응답자의 16%는 소련과의 긍정적인 연관성을 묻는 질문에 "미래의 안정과 자신감"을, 15%는 "국내의 좋은 삶"을, 11%는 어린 시절이나 젊은 시절의 개인적인 추억을 언급했다.

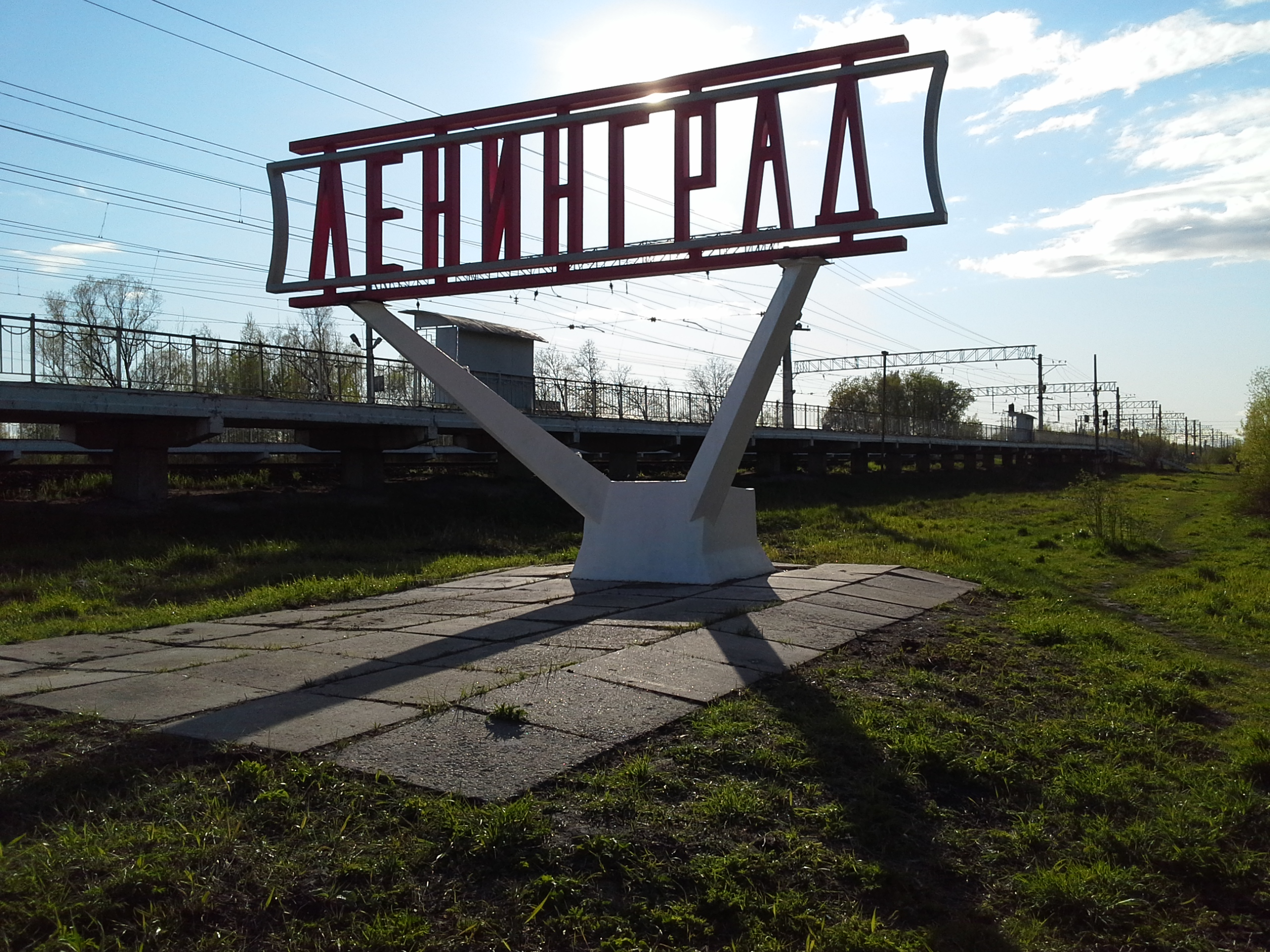
상트페테르부르크 외곽의 이조리 역에 있는 레닌그라드 표지판.
이 표지판은 2020년에 복원되었다.

레바다 센터 사회학자 카리나 피피야는 경제적 요인이 소련에 대한 향수를 증가시키는 데 가장 중요한 역할을 했으며, 명성이나 국가 정체성 상실과는 다르다고 보았다. 피피야는 또한 러시아인 대다수가 "사회 정의가 더 많았고 정부가 국민을 위해 일했으며 시민 보호 및 온정주의적 기대 측면에서 더 좋았던 과거를 후회한다"는 것이 두 번째 요인이라고 시사했다.
2022년 옥스퍼드 대학교 교수 폴 채이스티와 스티븐 화이트필드는 성인 러시아 시민들 사이에서 소련과의 지속적인 동일시를 연구한 여론 조사 데이터를 분석했다. 채이스티와 화이트필드는 소련과 가장 많이 동일시한 사람들이 고령이고 경제적으로 넉넉하지 않은 경향이 있음을 지적했다. 기여 요인으로는 "소련 시대의 경제 및 복지 정책에 대한 향수와 특정 소련 '생활 방식' 및 전통적 가치에 대한 문화적 향수"가 포함되었다. 러시아인들이 소련에 대한 향수를 언급한 다른 일반적인 이유로는 서방 국가에 대한 적대감, 자본주의와 시장 경제에 대한 적대감, 그리고 구 소련 공간에 대한 러시아의 군사적, 정치적 우위를 재확립하려는 열망이 있었다.
갤럽은 데이터 검토에서 "많은 사람들에게 1991년 12월 소련이 해체된 이후 삶은 쉽지 않았다. 그곳 주민들은 전쟁, 혁명, 쿠데타, 영토 분쟁, 그리고 여러 차례의 경제 붕괴를 겪었다. ...보장된 연금과 무료 의료와 같은 안전망이 연합 해체와 함께 대부분 사라진 고령 주민들은 해체가 그들의 국가에 해를 끼쳤다고 말할 가능성이 더 높다."라고 언급했다.
역사학자 캐서린 워너는 탈소련 우크라이나의 정체성을 조사하면서 사회 복지 혜택의 상실 또는 축소가 고령 주민들 사이에서 소련 향수에 중요한 역할을 했다는 점에 동의한다. 소련 시대에 대한 향수를 표현한 고령 여성 연금 수령자들을 묘사하며 워너는 다음과 같이 썼다.
그들은 평생 집권 [공산] 당 구조와 계층에 의존해 왔다. ...이제 그것이 없으니, 그들은 고난을 막을 자신들의 의지할 곳이 없다. 연금과 급여가 아무리 미미해도, 그것이 유일한 수입원일 때는 필수 불가결하다. 다시 말하지만, 이 여성들은 다른 일자리를 확보하는 데 있어 물류상의 장애물을 극복할 네트워크나 인맥이 없다. 소련 국가와 그 요람에서 무덤까지의 할당량이라는 보호 없이, 중요한 블라트 연결조차 없는 이 새로운 사회 다윈주의적 탈소련 세계에서 그들은 빈곤에 매우 취약하게 내버려졌다. 그들은 이해할 수 없는 고통과 해결책의 모호함을 소련 국가의 붕괴 탓으로 돌린다. 그들은 소련과 그것을 특징짓는 경제 및 정치 시스템을 재창조하는 것이 꿈속에서만 존재하는 선택지임을 인정한다. 그러나 그것은 엄청난 향수를 불러일으키는 매력을 발휘한다.

하버드 정치 리뷰의 소련 향수에 대한 분석은 "소련식 계획 경제에서 신자유주의적 자본주의로의 급격한 전환은 이 15개 새로 독립한 구소련 국가의 인구에 막대한 재정적 부담을 지웠다. 이 시기는 생활 수준의 급격한 하락, 사회 복지 혜택의 감소, 실업 및 빈곤율의 증가를 가져왔다. 보통 시민들의 좌절은 더욱 커졌는데, 다른 모든 사람들이 가난해지는 동안 부유해지는 과두 지배층의 탄생을 목격했기 때문이다. 이러한 상황에서 소련에 대한 향수는 자국 정치 및 경제 성과에 대한 사람들의 실망의 직접적인 결과이다."라고 밝혔다. 다음 농담은 공산주의 향수의 이러한 이유를 설명한다: 질문: 자본주의가 70년 동안 공산주의가 하지 못했던 한 해에 무엇을 이루었는가? 답변: 공산주의를 좋게 보이게 만들었다.
영국 언론인 아나톨 리벤은 소련 향수 현상을 구 소련 공화국 인구의 연령 구조와 직접 연결했다. 리벤은 1998년에 향수는 종종 "안정과 질서에 대한 깊은 갈망의 형태를 띠는데, 이는 고령 인구에서 예상할 수 있는 것"이라고 썼다. 그는 "러시아에서 소련 복고주의 감정은 국가 정복, 권력, 영광에 대한 열망이라기보다는 과거의 안보에 대한 향수의 관점에서 주로 보아야 한다"고 덧붙였다. 그는 또한 "소련 향수는 고령 세대가 사라지고 사회의 연령 구조가 덜 상위 편향적인 형태로 변화함에 따라 감소할 가능성이 있다"고 덧붙였다. 리벤은 경제적 및 신체적 불안정성이 노년층 사이에서 소련 향수의 주요 동인이었다고 주장했다. 왜냐하면 많은 사람들이 "소련 시절에는 범죄, 민족 분쟁, 실업이 적어서 더 잘 살고 더 안전했다"고 믿었기 때문이다. 그러나 그는 또한 여론 조사 연구에서 1990년대 후반 탈소련 젊은이들 사이에서 소련 향수에 대한 열정이 거의 없었으며, 젊은이들은 각자의 나라에서 다양한 종류의 탈소련 민족주의에 더 끌렸다는 점을 발견했다.

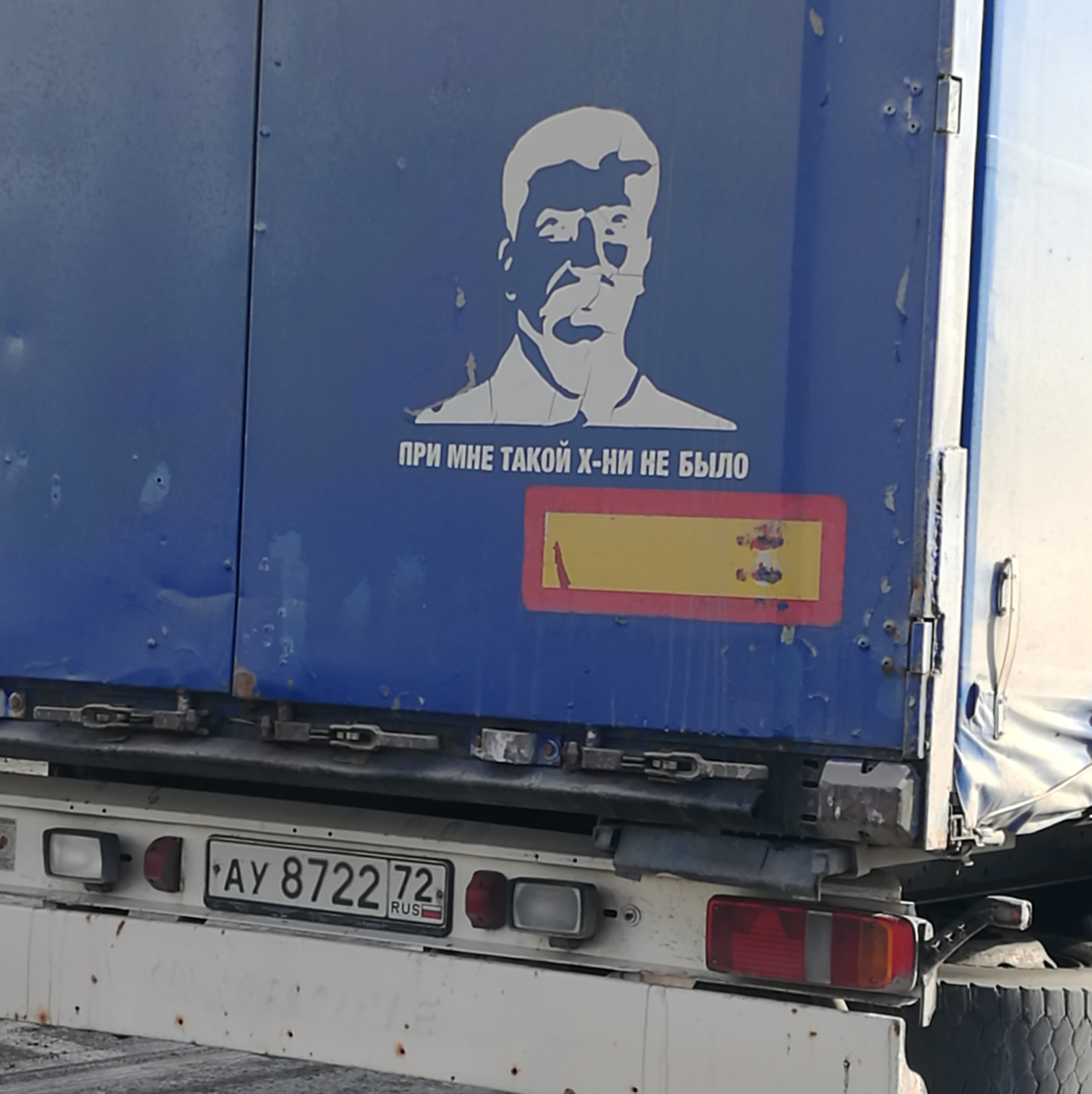
2024년 튜멘의 트럭에서 발견된 이오시프 스탈린의 그래피티. 아래에는 "나 때에는 이런 헛소리가 없었다"고 쓰여 있다.

코펜하겐 대학교의 탈소련 문화 및 미디어 연구원인 에카테리나 칼리니나는 소련 향수가 주로 이전 정권의 복지국가 붕괴에 의해 발생한다는 다른 연구 결과에 동의했다. 칼리니나는 소련 향수가 탈소련 시대에 "더 취약한 경제적, 사회적 위치에 있는 사람들"에게 가장 큰 매력을 발휘했다고 지적했다. 칼리니나에 따르면, 이들은 "경제적 안정과 사회 복지"에 대한 향수를 느낀다.
많은 구 소련 공화국은 해체와 함께 경제 붕괴를 겪었고, 이는 생활 수준 하락, 사망률 증가, 국가 통화 가치 하락, 소득 불균형 심화로 이어졌다. 로런스 서머스와 IMF 등 서방 경제 고문들이 촉구한 혼란스러운 신자유주의 시장 개혁, 민영화, 긴축 재정 조치는 구소련 국가 국민들에게 문제 악화의 원인으로 비난받는 경우가 많았다. 1991년에서 1994년 사이에 러시아 인구의 3분의 1이 빈곤에 빠졌고, 1994년에서 1998년 사이에는 이 수치가 인구의 절반 이상으로 증가했다. 대부분의 소련 국영 기업은 민영화 캠페인의 일환으로 러시아 재벌에 의해 인수 및 청산되었고, 이로 인해 구소련 노동력의 상당 부분이 실업 상태가 되고 빈곤해졌다. 1990년대 탈소련 러시아에서 발생한 자본 이득은 대부분 국영 자산 인수에서 이득을 본 재벌들의 손에 집중되었고, 대다수 인구는 심각한 경제적 어려움을 겪었다.
탈공산주의 동유럽 연구자인 크리스틴 고드세에 따르면:
일상생활의 일상적인 측면이 거대한 사회적, 정치적, 경제적 변화에 의해 어떻게 영향을 받았는지 살펴봐야만 우리는 이러한 집단적으로 상상된, 더 평등한 과거에 대한 열망을 이해할 수 있다. 아무도 20세기 전체주의를 부활시키고 싶어하지 않는다. 그러나 공산주의에 대한 향수는 오늘날 의회 민주주의와 신자유주의적 자본주의의 단점에 대한 보통 남녀의 실망을 표현하는 공통된 언어가 되었다.

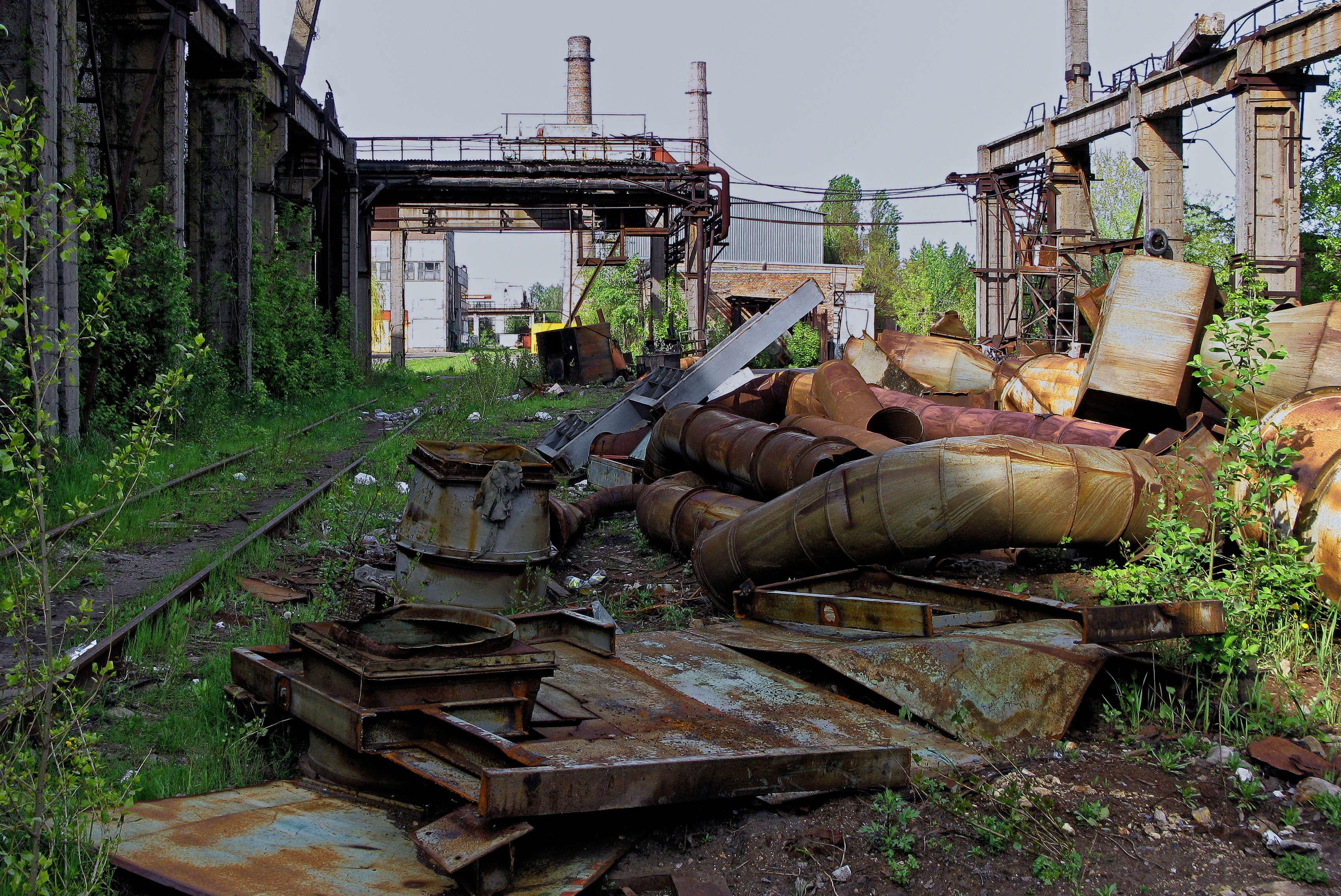
키이우에 있는 버려진 소련 공장. 소련 붕괴는 탈산업화와 대량 실업을 수반하여 노동 계급에서 소련 향수를 부추겼다.

빈곤층 노동자들 사이에서 소련 향수는 종종 국영 고용 및 정규 급여 보장과 직접적으로 연결된다. 해체 후 소련 국영 기업의 붕괴와 공공 부문의 축소는 광범위한 실업으로 이어졌다. 소련 산업 단지의 사라짐으로 인해 1990년대 동안 구 소련 노동 계급의 절반에 달하는 사람들이 일자리를 잃었다. 2000년대 초 조지아 시골 지역 주민들을 대상으로 한 연구에 따르면, 대다수가 중앙 계획 경제로의 복귀를 선호하지 않더라도 공공 부문 일자리의 안정으로 돌아가기를 열망했다. 그들은 자신들의 빈곤을 소련 국가의 종말 탓으로 돌렸고, 이는 결과적으로 안정성을 소련 시대와 광범위하게 연관시키고 탈소련 정부에 대한 신뢰 부족으로 이어졌다. 같은 시기에 키르기스스탄 노동 계급 여성들을 대상으로 한 관련 연구에서는 대부분이 소련 시대를 주로 낮은 실업률로 기억한다는 사실이 밝혀졌다.
안보 역사가 매튜 서식스는 1990년대가 "구 소련 전역에서 경험된 사회 및 경제적 침체"의 시기였다고 썼다. 소련 해체 후 "많은 새로 독립한 국가에서 만연한 인플레이션은 금융 과두정치의 부상과 빠르게 결합되었고, ...불균등한 민주주의 전환과 조직 범죄의 제도화가 일반적인 현상이 되었다." 또한 서식스는 해체의 결과로 탈소련 공간이 정치적으로 불안정해지고 무력 충돌에 취약해졌다고 추정했다. 소련 군사 및 안보 기관의 붕괴로 인해 안보 공백이 발생했고, 이는 극단주의 정치 및 종교 분파와 조직 범죄에 의해 빠르게 채워졌으며, 이는 또한 기능이 정지된 소련의 에너지 인프라 소유권을 둘러싼 다양한 구소련 국가들 간의 긴장으로 인해 더욱 악화되었다. 서식스는 "존재하는 동안 소련은 오늘날 수많은 민족, 종교, 지정학적 분쟁 지역으로 인식되는 지역에 질서를 강제했으며", "소련의 소멸을 애도하는 관찰자는 거의 없지만, 구 소련의 지리적 영역이 공산주의 시절보다 오늘날 더 안전하다고 주장하는 사람도 거의 없다"고 주장했다. 이웃 아제르바이잔과의 나고르노카라바흐 분쟁으로 이어진 아르메니아에서는 소련 향수가 평화와 공공 질서 회복에 대한 갈망과 밀접하게 연관되어 있었다.
2020년 사설에서 러시아 태생 미국 언론인 앙드레 블트체크는 소련 향수가 소련 사회 및 공공 생활의 측면과 밀접하게 연관될 수 있다고 제안했다. 예를 들어, 그는 소련이 광범위한 공공사업 프로그램, 대규모로 보조금을 지급하는 공공 시설 및 교통, 높은 수준의 시민 참여, 예술에 대한 지원을 가졌다고 주장했다. 국가 보조금과 중앙 계획 없이, 블트체크는 이러한 사회적 측면이 탈소련 공간에서 사라지거나 심하게 축소되었다고 주장했다. 블트체크는 해체 후 사라지거나 쇠퇴한 소련 시대 공공 편의 시설과 문화 공간을 한탄했다.
인류학자 알렉세이 유리차크는 현대 소련 향수를 "사회주의 현실이 제공했던 매우 실제적인 인간적 가치, 윤리, 우정, 그리고 창의적 가능성(종종 국가의 선언된 목표에도 불구하고)에 대한 갈망에 기반한 복합적인 탈소련 구성물"이라고 묘사했으며, 이는 "무미건조함과 소외감만큼이나 사회주의 일상생활의 불가분의 구성 요소였다"고 덧붙였다. 유리차크는 소련 시대에는 다양한 실용적인 현실 때문에 지역사회 유대와 사회적 자본이 훨씬 강했으며, 이것이 마지막 소련 세대가 표현하는 향수의 "부인할 수 없는 구성적 부분"이라고 이론화했다.

## 문화적 영향

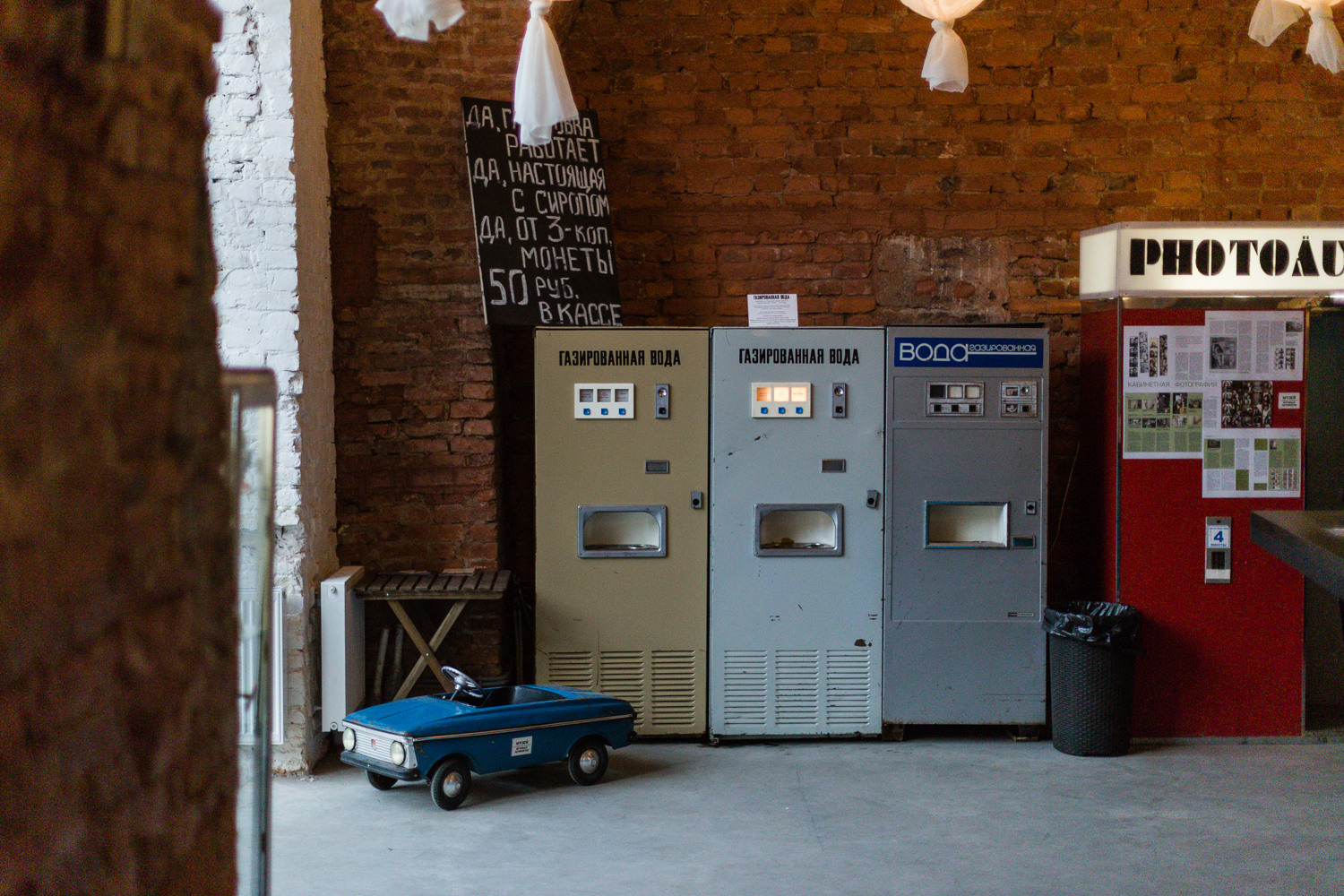
소련 아케이드 기계 박물관에 있는 소련 시대 자판기와 사진 부스.

### 미학
우크라이나 언론인 옥사나 포로스티나에 따르면, 근대화와 진보주의를 강조하는 소련 생활에 대한 긍정적인 문화적 묘사는 1980년대 후반까지 흔했다. 이러한 문화적 서사는 페레스트로이카 동안 대부분 버려졌다. 그러나 포로스티나는 2000년대 후반에 이것이 탈소련 공간으로 돌아와 새로운 "소련 미학의 미화"를 가져왔다고 지적했다. 소련 시대를 기억하지 못하는 많은 젊은 러시아인들 사이에서 이것은 예술, 의류, 디자인, 기념품과 같은 소련 문화 유물에 대한 관심으로 나타났다. 특히 소련 우주 시대의 이미지와 예술은 그 시대의 낙관주의와 유토피아적 추측에 대한 향수 때문에 크게 부활했다.
2007년에는 방문객들에게 소련 아케이드와 초기 게임 문화의 경험을 재현하기 위해 소련 아케이드 기계 박물관이 설립되었다.
2019년에는 소련 시대의 도시 미학과 건축을 재현한 모스크바 가상 현실 투어가 제공되기 시작했다.

### 소련 공휴일
1990년대에 소련 연방의 국가적, 이념적 규범과 관련된 대부분의 주요 공휴일은 구 소련 공화국에서 폐지되었으며, 제2차 세계 대전에서 소련이 나치 독일에 승리한 것을 기념하는 승리의 날만 예외였다 (소련 및 러시아 지역에서는 대조국전쟁으로도 알려짐). 승리의 날 기념 행사는 1991년 이후 대부분의 구소련 지역에서 급진적으로 변화하지 않았다. 캐서린 워너는 승리의 날 기념 행사가 소련 향수의 매개체라고 주장한다. 왜냐하면 그것들이 "소련의 위대함, 소련 인민 사이의 연대, 그리고 초강대국의 시민으로서의 자아 의식에 대한 신화를 계속 살아있게 했기 때문이다".
러시아 승리의 날 퍼레이드는 대부분의 도시에서 매년 개최되며, 중앙 군사 퍼레이드는 모스크바에서 열린다(소련 시대와 동일). 또한, 최근 도입된 5월 9일 불멸의 연대 행사에는 수백만 명의 러시아인들이 전쟁에 참전했던 친척들의 초상화를 들고 행진한다. 러시아는 또한 다른 소련 공휴일도 유지하고 있는데, 예를 들어 조국수호의 날 (2월 23일), 국제 여성의 날 (3월 8일), 그리고 국제 노동자의 날 등이 있다.

### 스포츠
2019년 유로 하키 투어의 채널 원 컵 동안 러시아 아이스하키 국가대표팀은 구 소련 아이스하키 국가대표팀의 유니폼을 입고 경기에 참가했다. 팀 대변인은 이 유니폼이 러시아에서 조직된 아이스하키 스포츠의 75주년을 기념하기 위해 특별히 채택되었다고 밝혔다. 팀의 제스처를 지지하며, 그 해 채널 원 컵에 참석한 많은 러시아 관중들은 소련 국기를 휘날렸다.

### 미디어
2004년, 소련의 음악, 문화, 예술에 전념하는 케이블 채널인 노스탈기야가 러시아에서 출시되었다. 노스탈기야는 소련 시대의 TV 프로그램과 영화 외에도 게스트들이 소련 역사에서 다양한 역사적 사건을 논의하는 패널 쇼 "Before and After"를 방영한다.

## 정치적 영향

### 신소비에트 정치
하버드 정치 리뷰에 기고한 분석가 미하엘라 에사누는 소련 향수가 신소비에트 정치의 부활에 기여했다고 밝혔다. 에사누는 다양한 구소련 공화국에서 소련 과거에 대한 그리움이 서방보다는 소련의 역사적 권력 중심지인 러시아와의 경제적, 군사적, 정치적 관계 강화를 지향하는 신소비에트 정치 파벌의 부상에 크게 기여했다고 주장했다. 에사누는 벨라루스와 몰도바의 친러시아 정당에서 소련 향수에 대한 호소가 특히 두드러진다고 주장했다.
언론인 파멜라 드러커먼은 신소비에트주의의 또 다른 측면은 시민 사회, 정치 생활 및 미디어에서 국가의 중심적 역할에 대한 지지라고 주장한다. 드러커먼은 신소비에트 정책이 러시아 정부에서 국가주의적 철학으로의 회귀를 초래했다고 주장했다.

### 러시아 연방공산당

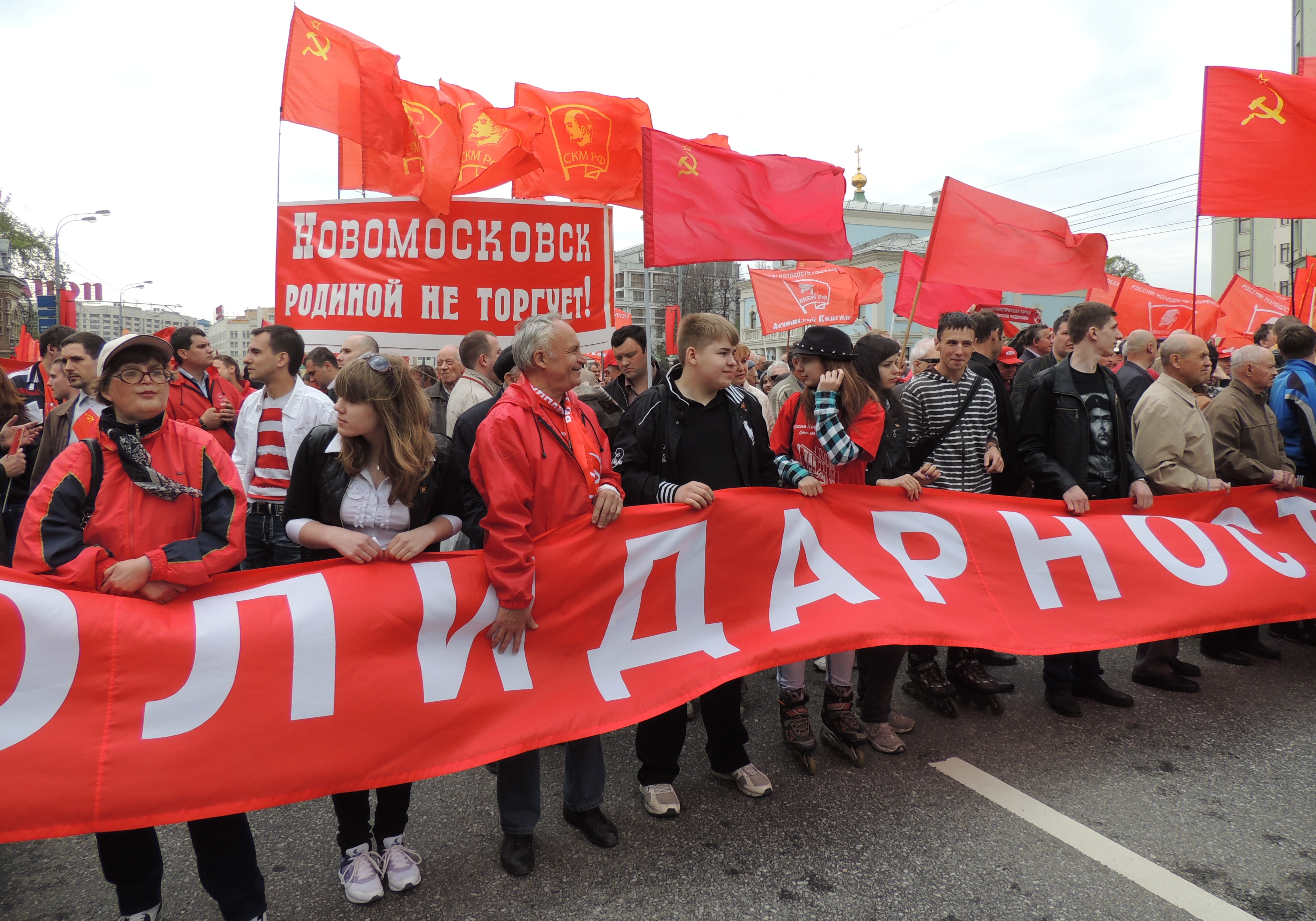
2012년 모스크바에서 러시아 공산당 지지자들이 시위하고 있다.

러시아 연방공산당의 지도자인 겐나디 주가노프는 블라디미르 푸틴 대통령의 강력한 비판자이지만, 러시아의 미래를 위한 자신의 방안이 소련의 뿌리에 충실하다고 말한다. 주가노프는 모든 주요 산업의 재국유화를 희망하며 소련이 "인류 역사상 가장 인간적인 국가"였다고 믿는다.

### 러시아-우크라이나 전쟁

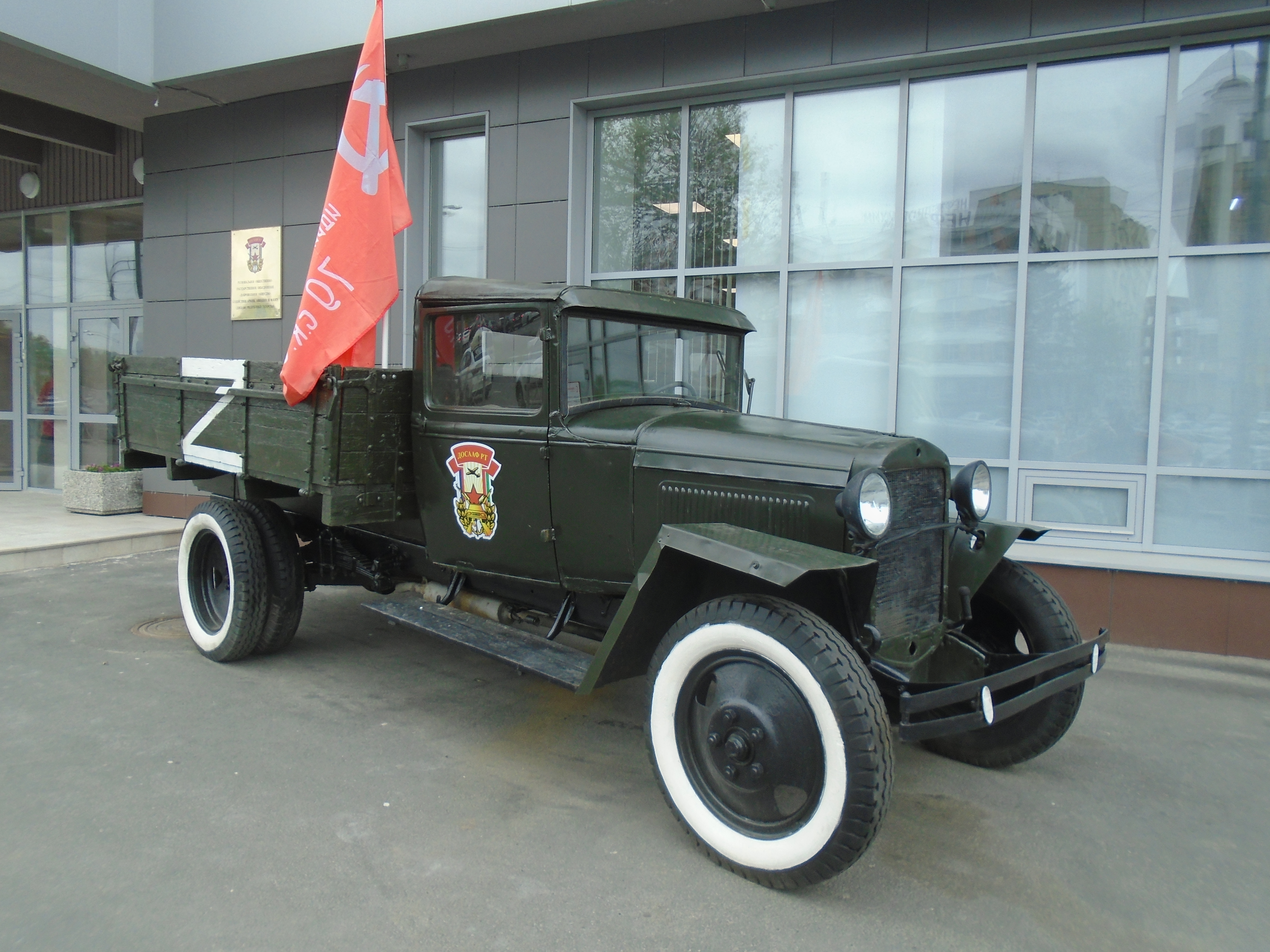
카잔에 있는 러시아 군용 차량에 그려진 승리의 깃발과 Z 기호.

러시아는 소련에 대한 향수에 2022년 우크라이나 침공 중 전쟁 노력을 지원하기 위해 광범위하게 의존해 왔다.
침공 이후 많은 러시아 전차들이 친전쟁 Z 군사 상징과 함께 구 소련의 국기를 달고 있는 것이 목격되었다. 미국 정치학자 마크 바이스징거는 프랑스 24에 이 상징들을 사용하는 목적이 반드시 공산주의 이데올로지와 관련이 있는 것이 아니라 "우크라이나에 대한 러시아의 지배력 재확립"에 대한 열망과 관련이 있다고 말했다. 그는 러시아와 벨라루스를 제외한 대부분의 구소련 국가에서 소련 상징물의 사용은 실제로 공산주의를 수립하려는 것보다는 의도적인 도발 행위로 간주되는 경우가 많다고 언급했다.
상징뿐만 아니라 러시아군의 향수는 지명 정책에도 나타난다. 점령군들은 점령한 정착지나 도시(및 점령하려는 곳)에 소련 시대의 이름을 되돌려주고 있다. 이는 공식적으로 역사적 정의를 회복하려는 욕구로 동기 부여된다. 사실, 일반적으로 1920년대와 1930년대 볼셰비키가 부여한 새로운 이름이 복원되고 있다. 이는 혁명 이전의 이름이나 2014년 이후 우크라이나화 또는 당국이 탈공산화 운동의 일환으로 부과한 인위적인 새 이름 대신 복원되는 것이다. 예시: 바흐무트 대신 아르테미우스크, 리만 대신 크라스니 (붉은) 리만, 니콜스케 대신 볼로다르스케, 카디이우카 대신 스타하노프 등.

#### 사건
2022년 4월, 드보리치나 근처 자택에서 러시아 군인으로 착각한 우크라이나 병사들을 소련 국기를 들고 맞이하는 안나 이바노브나라는 우크라이나 여성의 영상이 친러시아 소셜 미디어에서 입소문을 탔고, 러시아 국영 언론에도 보도되었다. 이 여성은 자신과 남편이 "그들을 위해, 푸틴과 모든 사람들을 위해 기다리고 기도했다"고 말했다. 우크라이나 병사들은 그녀에게 음식을 주었지만, 그녀를 조롱하고 소련 국기를 짓밟았고, 그 후 그녀는 음식을 돌려주며 "우리 부모님은 제2차 세계 대전에서 저 깃발을 위해 돌아가셨다"고 말했다. 이는 러시아 선동가들에 의해 러시아 침공이 대중의 지지를 받고 있음을 증명하는 데 사용되었지만, 러시아어를 사용하는 지역의 우크라이나인들조차도 침공에 반대했다. 러시아에서는 이 여성을 묘사한 벽화, 엽서, 거리 미술, 간판, 문장, 스티커 등이 제작되었다. 러시아가 점령한 마리우폴에는 그녀의 동상이 세워졌다. 그녀는 러시아인들에게 "할머니(러시아어: бабушка 바부슈카[*]) Z" 그리고 "붉은 깃발을 든 할머니"로 불린다. 러시아 고위 정치인 세르게이 키리옌코는 그녀를 "안야 할머니"라고 불렀다.
안나는 우크라인스카 프라우다에 자신과 병사들이 소련 국기를 들고 만난 것은 동정심 때문이 아니라, 자신의 집이 포격당한 후 병사들이 마을과 우크라이나를 "파괴"하지 않도록 그들과 화해해야 할 필요성을 느꼈기 때문이라고 말했다. 그러나 이제 그녀는 자신의 이미지가 러시아에 의해 사용된 방식 때문에 "배신자"처럼 느낀다고 한다. 우크라이나 언론인에 따르면, 안나와 그녀의 아들은 나중에 러시아군의 포격으로 집이 파괴된 후 하르키우로 피난했다.
2022년 5월 9일, 블라디미르 푸틴은 승리의 날 축하 행사 및 군사 퍼레이드를 이용하여 자신의 주장을 더욱 정당화했다. 그는 승리의 날 동안 진행 중인 분쟁에 대한 자신의 답변으로 "러시아는 침략에 대한 선제적 대응을 했다. 그것은 강제적이고 시기적절하며 유일하게 올바른 결정이었다"고 말했다. 그는 전쟁을 직접 언급하는 것을 피했고, 승리의 날 퍼레이드에서 분쟁에 대한 답변으로 "우크라이나"라는 단어를 사용하는 것조차 자제했다. 푸틴은 또한 현 우크라이나 정부를 나치 독일과 비교하며 러시아군을 칭찬하며 현재 병사들이 "조국과 미래를 위해 싸우고 있으며, 아무도 제2차 세계 대전의 교훈을 잊지 않도록" 노력하고 있다고 말했다.
2022년 8월 26일, 소련 승리의 깃발이 피스키 마을에 게양되었다. 피스키는 도네츠크 외곽의 요새화된 지역으로, 이곳을 점령하는 것은 러시아에게 전략적으로 중요하며 우크라이나군을 돈바스에서 더욱 멀어지게 한다.
이전 몇 년 동안 우크라이나 활동가들이 철거했던 많은 레닌 동상들이 러시아 점령 지역에서 러시아 점령군에 의해 다시 세워졌다.

## 같이 보기
- 공산주의 시크
- 헌톨로지
- 소련의 공산주의 역사
- 국민볼셰비즘
- 신소비에트주의
- 신스탈린주의
- 소비에트웨이브, 러시아 음악 서브 장르인 신스웨이브
- 소련 국민주의
- 러시아-우크라이나 전쟁 기간 소련 상징물

### 유럽의 공산주의 향수
- 공산주의 향수, 일반적으로 이데올로기에 대한 향수
- 오스탈기, 구 동독에서
- 구 폴란드 인민공화국의 PRL 향수
- 유고노스탈기아, 구 유고슬라비아 사회주의 연방공화국에서

## 더 읽어보기
- 새터, D. 그 일은 아주 오래전 일이고 어쨌든 일어나지 않았다: 러시아와 공산주의 과거. 예일 대학교 출판부. 뉴헤이븐, 2012. ISBN 0300111452.
- 보파, G. 소련에서 러시아로. 미완의 위기 역사. 1964—1994
- 마이단스, S. 소련 붕괴 20년 후, 일부는 그리워한다. 뉴욕 타임스. 2011년 8월 18일
- 위어, F. 러시아인의 거의 60%가 왜 소련의 종말을 '깊이 후회'하는가. 크리스천 사이언스 모니터. 2009년 12월 23일.
- 하우스로너, A. 젊은 러시아인들은 소련을 알지 못했지만, 제국의 시대를 되찾기를 희망한다. 워싱턴 포스트. 2014년 6월 10일
- 위어, F. 소련이 그렇게 나쁘지는 않았을까? 소련에 대한 러시아의 향수 증가. 크리스천 사이언스 모니터. 2016년 1월 29일.
- 동유럽의 공산주의 향수: 과거에 대한 갈망. 오픈데모크라시. 2015년 11월 10일
- 고드세, 크리스틴 R. 붉은 숙취: 20세기 공산주의의 유산. 듀크 대학교 출판부, 2017. ISBN 978-0822369493.
- 2024: 시간에 갇히다: 탈소련의 으스스함에 대하여
이 책은 러시아 문학 소설 속 소련 향수에 관한 것이다.

### 뉴스
- 블런디, A. 소련 시대에 대한 향수가 인터넷을 휩쓸다. 뉴스위크. 2014년 7월 30일.
- 피펜저, N. 왜 그렇게 많은 러시아인들이 소련에 향수를 느끼는가? 뉴 리퍼블릭. 2011년 8월 19일.
- 러시아, 소련에 대한 향수와 스탈린에 대한 긍정적인 감정. 퓨 연구센터. 2017년 6월 29일.
- 스탈린에 대한 러시아의 지지, 여론조사 사상 최고치. 블룸버그. 2019년 4월 16일.

### 인터넷 커뮤니티
- 프로젝트 "우리 어린 시절의 백과사전", 동시대인들의 눈으로 본 소련
- 박물관 "20세기". 소련 시대에 대한 회고
- 라이브저널:
  - 틀:LiveJournal – "우리의 소비에트 조국을 위하여!"
  - 틀:LiveJournal – "소련 (1922-1991년 시대에 대한 모든 것)"
  - 틀:LiveJournal – "항상 기억하기 좋은 것..."
  - 틀:LiveJournal – "1922-1991: 사진 속 소련"
- 소련 카드와 포스터
- 소련 스케일, 1:43 스케일의 소련 기술 및 차량 개인 소장품에 관한 웹사이트
- 바르나울에 "소비에츠키"라는 가게가 문을 열었다 (사진)
- 소련 유산: 동물원, 보호구역, 성지 사이에서 ("소련 시대 공원"에 대하여) // 노바야 에브로파 – 델피, 2013년 9월 11일